# 马丁·斯特罗普尼茨基

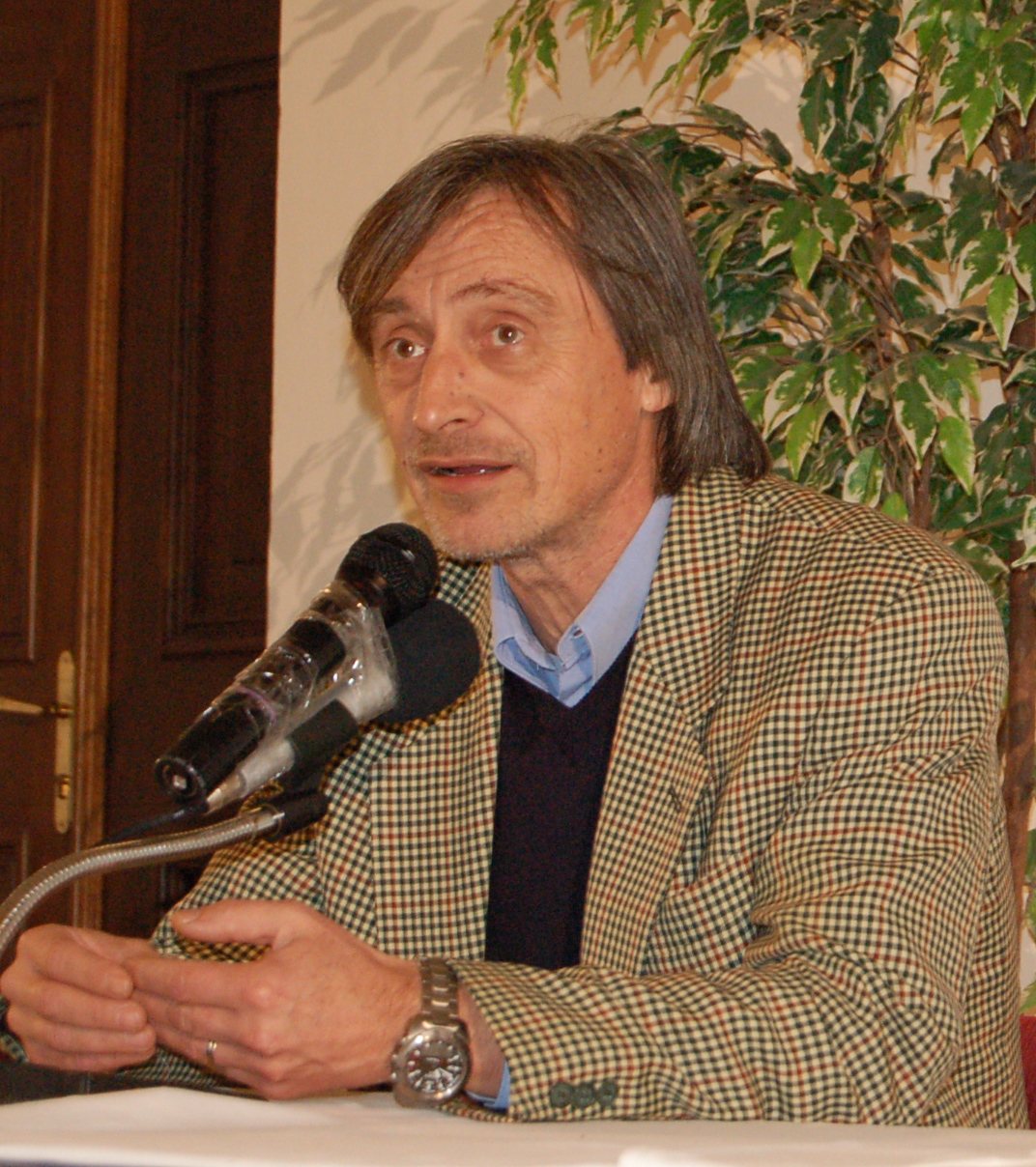

马丁·斯特罗普尼茨基（Martin Stropnický，1956年-），捷克政治人物。1998年1月2日至7月22日，担任捷克文化部长；2014年1月至2017年12月，担任捷克国防部长。

## 生平
马丁·斯特罗普尼茨基生于捷克布拉格。1993年至1994年，担任捷克驻葡萄牙大使；1994年至1997年，担任捷克驻意大利大使；1999年至2002年，担任捷克驻梵蒂冈大使。